# Очная ставка (фильм, 1986)
«Очная ставка» — советский фильм 1986 года режиссёра Валерия Кремнева.

## Сюжет
В квартире Анны, которая, судя по её показаниям следствию, была в командировке, ночью возник пожар. В это время в квартире находился её сын. Ребёнок был спасен, но от нервного потрясения потерял дар речи. Следствию предстоит выяснить обстоятельства произошедшего.

## В ролях
- Елена Сафонова — Анна Смирнова
- Николай Караченцов — Павел Смирнов
- Людмила Полякова — Тамара Георгиевна Митина, следователь, капитан милиции
- Елена Попова — Ольга Шерстнева, подруга Анны
- Борис Драпкин — доктор, детский психотерапевт
- Ярослав Есиновский — Алёша Смирнов
- Анатолий Егоров — Валентин Сергеевич, однокурсник Анны и Павла
- Юрий Веялис — Серега Самохин, слесарь из ЖЭКа
- Елена Фетисенко — Самохина, жена Сереги
- Виктор Шульгин — Фомин, участковый
- Кира Головко — соседка
- Юрий Ильчук — Дмитрий Петрович, сосед
- Любовь Соколова — Полина Григорьевна, нянечка в больнице
- Валентин Кулик — Васёк, сотрудник вычислительного центра
- Борис Токарев — Виталик
- Вера Бурлакова — тётя Катя
- Григорий Маликов — Федя
- Владимир Дёмин — врач
- Сергей Греков — санитар
- Леван Мсхиладзе — кинолог Володя

## Показ
В кинопрокате 24 ноября 1986 года, фильм посмотрели 12 000 000 зрителей.